# Brachypsectridae
A Brachypsectridae a rovarok (Insecta) osztályában a bogarak (Coleoptera) rendjébe, azon belül a mindenevő bogarak (Polyphaga) alrendjébe tartozó család.

## Elterjedésük
1 nembe tartozó 5 leírt, továbbá 1 leíratlan fajuk van. A család fajai két, elkülönült régióban találhatóak meg: az Újvilágban (Észak-Amerika, Dominikai Köztársaság) és az orientális faunatartományban (Dél-Indiától Észak-Ausztráliáig).
Magyarországon nem fordulnak elő.

## Megjelenésük, felépítésük
Kis méretű (4–7 mm), ovális. lapított testű bogarak, testalkatuk a pattanóbogár-félékre emlékeztet. Testfelületük finoman szőrözött. Fejük széles, mélyen a szemekig az előtorba behúzott. Szemeik erősen kidudorodóak. Csápjaik 11-ízűek, a csápok eredése felülről alig látható. A csápok utolsó 5-6 ízei gyakran fésűsek és csápbunkót formálnak. Előtoruk kissé szélesebb, mint a fej, hátrafelé egyenletesen szélesedik. A szárnyfedők hozzávetőlegesen olyan szélesek, mint az előtor, finom hosszanti pontsorokkal vagy barázdákkal. A lábaik rövidek és karcsúak. Lábfejeik 5-ízűek, a 4. lábfejíz enyhén lebenyes.
Lárváik sajátos megjelenésűek. Testük széles, lapított; laterálisan elágazó lebenyszerű nyúlványokat visel, és mozgatható faroknyúlványban végződik. Szokatlan formájú lárváikat sokáig "rovartani rejtélynek" tartották.

## Életmódjuk, élőhelyük
Életmódjukról keveset tudni. Az imágók éjjel fényre repülnek; a lárvák fakéreg, kövek alatt ragadozó életmódot folytatnak.

## Rendszertani felosztásuk
Jelen rendszertanok (Lawrence és Newton (1982)) a családot az Artematopodidae család társaságában az Elateroidea öregcsalád alapi helyzetű csoportjaként tartják számon. A családba egyetlen nem tartozik 5 recens, leírt fajjal:
- Brachypsectra (LeConte, 1874)
  - Brachypsectra fulva – „Texas-bogár” (LeConte, 1874)
  - Brachypsectra fuscula (Blair, 1930)
  - Brachypsectra lampyroides (Blair, 1930)
  - Brachypsectra kadleci (Hájek, 2010)
  - Brachypsectra vivafosile (Woodruff, 2004)

## Fordítás
- Ez a szócikk részben vagy egészben  a   Brachypsectridae című norvég Wikipédia-szócikk fordításán alapul.  Az eredeti cikk szerkesztőit annak laptörténete sorolja fel. Ez a jelzés csupán a megfogalmazás eredetét és a szerzői jogokat jelzi, nem szolgál a cikkben szereplő információk forrásmegjelöléseként.